# Legacy (película de 2020)
Legacy (titulada: Supervivencia en España y El legado en México) es una película estadounidense de acción, drama y suspenso de 2020, dirigida por R. Ellis Frazier, escrita por Robert Orr, musicalizada por Chris Bezold, en la fotografía estuvo Edgar Luzanilla y los protagonistas son Luke Goss, Louis Mandylor y Elya Baskin, entre otros. El filme fue realizado por Premiere Entertainment Group, Badhouse Studios Mexico y Sharp House; se estrenó el 28 de mayo de 2020.

## Sinopsis
Nolan, que es parte del MI6, junto con la policía, detienen a un criminal de guerra y narcotraficante. Ahora se dirige a La Haya para ser juzgado. Luego se contacta con un mercenario para que mate a los testigos, ellos son un adolescente y su padre.